# Friedingen (Langenenslingen)
Friedingen ist ein Teilort von Langenenslingen im Landkreis Biberach in Baden-Württemberg. Bis 1975 war Friedingen eine eigenständige Gemeinde.

## Geographie
Die Ortschaft liegt auf 657 m ü. NHN in einem weiten Trockental der Flächenalb und ist weiträumig umgeben von dem rund 70 km² großen Landschaftsschutzgebiet „Riedlinger Alb“, aus dem nur die Ortslagen ausgegrenzt sind. Friedingen liegt etwa vier Kilometer nördlich der Hauptgemeinde Langenenslingen und circa zehn Kilometer nordwestlich von Riedlingen.

## Geschichte
Im Jahr 904 gehörte Friedingen zum Kloster Reichenau. 1278 wurde es urkundlich erwähnt, als die Gräfin Sophia von Veringen dem Kloster Heiligkreuztal ein Gut zu Friedingen schenkte. Im Jahr 1286 verkaufte Graf Heinrich von Veringen alle seine Besitzungen in Friedingen mit allen Rechten ebenfalls an das Kloster Heiligkreuztal, das im Jahr 1803 aufgelöst wurde und an Württemberg fiel. Friedingen gehörte bis 1938 zum württembergischen Oberamt Riedlingen, dann zum Landkreis Saulgau und seit 1973 zum Landkreis Biberach. Am 1. Januar 1975 erfolgte die Eingemeindung nach Langenenslingen.

## Verkehr
Die Landesstraße L275 führt von Friedingen aus Richtung Westen über Ittenhausen nach Gammertingen und im Osten über Pflummern nach Riedlingen. Im Süden führt die Kreisstraße K7548 nach Langenenslingen.

## Kirchen

### Katholische Kirche
Die katholischen Einwohner von Friedingen waren bis 1670 zu Langenenslingen eingepfarrt. Vom Kloster Heiligkreuztal wurde Friedingen im Jahr 1670 zur Pfarrei erhoben. Die katholische Kirche in Friedingen wurde im Jahr 1750 gebaut und dem Heiligen Blasius geweiht. Der Innenraum wurde von Johann Georg Mesmer, einem bekannten oberschwäbischen Kirchenmaler, gestaltet.

### Evangelische Kirche
Im Ort gibt es keine evangelische Kirche. Die evangelischen Einwohner der Gemeinde gehören zur Kirchengemeinde Pflummern.

## Söhne und Töchter der Gemeinde
- Leopold Herder (1808–1868), der württembergische Oberamtmann wurde in Friedingen geboren.
- Der Autokonstrukteur Fidelis Böhler (1887–1954) wurde in Friedingen geboren.
- Joschka Fischers Vorfahren väterlicherseits stammen mit großer Wahrscheinlichkeit aus Friedingen.[7]